# Jednotka příliš rychlého nasazení
Jednotka příliš rychlého nasazení (někdy také Úsvit policajtů, v anglickém originále Hot Fuzz) je britsko-francouzská buddy cop akční komedie z roku 2007, kterou režíroval Edgar Wright a hlavní role ztvárnili Simon Pegg jako seržant Nicholas Angel a Nick Frost jako seržant Danny Butterman. V tomto snímku si zahrálo i více známých hereckých jmen včetně Billa Nigha, Timothyho Daltona či Jima Broadbenta. Jako inspirace ke scénáři, který napsali společně Wright a Pegg, bylo použito přes sto akčních filmů. Mimo jiné například Mizerové (1995), Bod zlomu (1991), Smrtonosná zbraň (1987) či Boeing 747 v ohrožení (1996).
Jedná se o druhý film z takzvané Three Flavours Cornetto trilogy. Předchozím snímkem je hororová komedie Soumrak mrtvých (2004). Následujícím a také poslední dílem série je sci-fi komedie U konce světa (2013).

## Děj
Seržant Nicholas Angel (Simon Pegg), který slouží u londýnské policie, si díky své snaze vysloužil již několik vyznamenání, uznání nejen od svých kolegů a také zaznamenává rychlý kariérní růst. Jenže svými výjimečnými dovednostmi zastiňuje své kolegy, včetně nadřízených. Tak je policejním šéfem Kennethem (Bill Nighy) navzdory veškerým svým protestům převelen do malého vesnice Sandford v Gloucestershiru, která již několikrát zvítězila v soutěži Vesnice roku. Navzdory svému vzteku a zklamání začne ihned po svém příjezdu do vesnice plnit svou povinnost a hned první noc zatkne několik lidí. I kvůli tomuto je téměř všemi považován za arogantního Londýňana. Jenom Danny Butterman (Nick Frost), syn místního policejního šéfa Franka Buttermana (Jim Broadbent), si Nicholase oblíbí. Navíc se ukáže, že jsou policejní parťáci.
Jenže zanedlouho poté se odehraje první z mnoha vražd, kdy jsou nalezeni dva mrtví milenci, kteří noc předtím společně hráli v amatérském představení divadelní hry Romeo a Julie. Vypadá to na silniční nehodu, ale důkazy na místě a Angelův instinkt říkají něco jiného. Téhož večera, zatímco se Nick a Danny společně dívají na akční filmy, je zavražděn bohatý developer, jemuž vybouchne moderní vila.
Zatímco vyšetřování nadále pokračuje, je na vesnické pouti Nicholas zastižen místním novinářem, který mu sdělí, že pro něj má nějaké informace. Naneštěstí, než se stihnou opět sejít, je novinář již mrtev. Zanedlouho poté, když se Nicholas staví v květinářství, mu prodavačka řekne, že se hodlá ze Sandfordu odstěhovat a svůj pozemek chce prodat developerům. Ihned poté je ale květinářka zavražděna a ačkoliv se Angel vydává za pachatelem, nepodaří se mu ho polapit. Nick poté vyvodí, že by zde mohlo být i více pachatelů. 
Téhož večera je ve svém pokoji napaden hromotlukem Lurchem (Rory McCann). Nicholas ho nicméně přepere a poté zjišťuje, že se právě v tento okamžik koná nějaká tajná schůzka na sandfordském hradě. Zde zjišťuje, že pachatelů je opravdu několik a patří mezi ně všichni starší obyvatelé vesnice, vedení právě Frankem Buttermanem. Ti páchali vraždy pro "vyšší dobro", aby očistili Sandford od nepohodlných občanů (Romové, opilci, živé sochy), jelikož chtějí opět opanovat titul Nejlepší vesnice roku.
Znechucený Angel je vyhozen z vesnice, a to právě svým parťákem Dannym. Jenže pak se po zuby ozbrojený do vsi vrací. Na svou stranu získává několik spojenců, hlavně z policejních řad, a to včetně Dannyho, kteří o vraždách nevěděli. Poté se strhne masakr, který končí likvidací veškerých zločinců.
O rok později jsou Danny i Nicholas stále policisty v již klidném Sandfordu a Angel je dokonce povýšen na policejního šéfa.

## Obsazení
| Simon Pegg            | Nicholas Angel            |
| Nick Frost            | Danny Butterman           |
| Jim Broadbent         | Frank Butterman           |
| Paddy Considine       | Andy Wainwright           |
| Timothy Dalton        | Simon Skinner             |
| Bill Nighy            | Kenneth                   |
| Billie Whitelaw       | Joyce Cooper              |
| Edward Woodward       | Tom Weaver                |
| Bill Bailey           | Turner                    |
| Olivia Colman         | Doris Thatcher            |
| David Bradley (herec) | Arthur Webley             |
| Rory McCann           | Michael Armstrong/"Lurch" |
| Martin Freeman        | seržant z Londýna         |
| Cate Blanchett        | Janine                    |

## Přijetí
Jednotka příliš rychlého nasazení se dočkala výborných ohlasů nejen od fanoušků akčního žánrů, ale i od filmových kritiků. Pochvaly se dočkal suchý britský humor nebo také vzájemná chemie mezi Simonem Peggem a Nickem Frostem, která snímku dodává na vtipnosti. Ačkoliv ne všechny recenze byly pozitivní, film se pravidelně umísťuje v žebříčcích týkajících se nejlepších britských snímků nebo nejlepších akčních filmů všech dob. Tento film se také velmi zamlouval scenáristovi Shanu Blackovi, jehož snímky byl značně inspirován.
Jednotka příliš rychlého nasazení se zařadila mezi finančně úspěšné filmy, když vydělala více než dvojnásobek předchozího dílu Soumrak mtvých. Celosvětově si tak snímek přišel na více než 80 milionů dolarů.